# Hillman (Minnesota)
Hillman é uma cidade localizada no estado americano de Minnesota, no Condado de Morrison.

## Demografia
Segundo o censo americano de 2000, a sua população era de 29 habitantes.
Em 2006, foi estimada uma população de 33, um aumento de 4 (13.8%).

## Geografia
De acordo com o United States Census Bureau tem uma área de 1,42 km², não havendo superfície coberta por água. Hillman localiza-se a aproximadamente 400 m acima do nível do mar .

## Localidades na vizinhança
O diagrama seguinte representa as localidades num raio de 20 km ao redor de Hillman.